# Clethra parallelinervia
Clethra parallelinervia är en tvåhjärtbladig växtart som beskrevs av C. Gustafsson. Clethra parallelinervia ingår i släktet Clethra och familjen Clethraceae. Inga underarter finns listade i Catalogue of Life.